# Llista de platges de Formentera
Llista de platges de Formentera segons el catàleg de platges de la Direcció General d'Emergències de la Conselleria d'Interior del Govern de les Illes Balears, amb la col·laboració de la Conselleria de Turisme i tots els ajuntaments. Les platges estan ordenades seguint el litoral en sentit horari a partir del port de la Savina.
| Nom                                                                               | Sòl i entorn             | Longitud x amplada (m) | Localització                                                                      | Codi        | Imatge |
| --------------------------------------------------------------------------------- | ------------------------ | ---------------------- | --------------------------------------------------------------------------------- | ----------- | --- |
| Platja des Cavall d'en Borràs o Cala d'en Borràs                                  | Arena, natural protegit  | 500 x 35               | Formentera 38° 44′ 31″ N, 1° 25′ 50″ E / 38.74192°N,1.43056°E                     | PL-IB-86017 | {{ca\|Platja des Cavall d'en Borràs (Formentera)}} · {{WLE-AD-ES\|PL-IB-86017}} · {{Object location dec\|38.74192\|1.43056\|region:ES-IB_type:landmark_dim:850_source:cawiki}} · [[Categoria:Beaches of Formentera]] |
| Platja de ses Illetes o platja de ses Xalanes                                     | Arena, natural protegit  | 450 x 60               | Formentera 38° 45′ 05″ N, 1° 26′ 00″ E / 38.75139°N,1.43333°E                     | PL-IB-86018 | {{ca\|Platja de ses Illetes (Formentera)}} · {{WLE-AD-ES\|PL-IB-86018}} · {{Object location dec\|38.75139\|1.43333\|region:ES-IB_type:landmark_dim:580_source:cawiki}} · [[Categoria:Platja d'Illetes]]              |
| Platja de n'Adolf, Pas de n'Adolf o des Trucadors, i es Pas o Pas de s'Espalmador | Arena, natural protegit  | 700 x 30               | Formentera Es Trucadors 38° 45′ 26″ N, 1° 26′ 06″ E / 38.75736°N,1.43489°E        | PL-IB-86001 | {{ca\|Pas d'en Adolf (Formentera)}} · {{WLE-AD-ES\|PL-IB-86001}} · {{Object location dec\|38.75736\|1.43489\|region:ES-IB_type:landmark_dim:1100_source:cawiki}} · [[Categoria:Platja de n'Adolf]]                   |
| Platja de s'Alga i Racó de s'Alga                                                 | Arena, natural protegit  | 1.000 x 90             | Formentera S'Espalmador 38° 46′ 48″ N, 1° 25′ 45″ E / 38.78010°N,1.42929°E        | PL-IB-86019 | {{ca\|Platja de s'Alga (Formentera)}} · {{WLE-AD-ES\|PL-IB-86019}} · {{Object location dec\|38.78010\|1.42929\|region:ES-IB_type:landmark_dim:1380_source:cawiki}} · [[Categoria:Platja de s'Alga]]                  |
| Platja de Llevant, platja des Trucadors o platja de ses Salines                   | Arena, natural protegit  | 1.450 x 90             | Formentera Es Trucadors 38° 44′ 48″ N, 1° 26′ 20″ E / 38.74655°N,1.43895°E        | PL-IB-86003 | {{ca\|Platja de Llevant (Formentera)}} · {{WLE-AD-ES\|PL-IB-86003}} · {{Object location dec\|38.74655\|1.43895\|region:ES-IB_type:landmark_dim:2000_source:cawiki}} · [[Categoria:Platja de Llevant (Formentera)]]   |
| Sa Roqueta                                                                        | Arena, natural protegit  | 560 x 20               | Formentera 38° 43′ 57″ N, 1° 26′ 48″ E / 38.73258°N,1.44671°E                     | PL-IB-86004 | {{ca\|Sa Roqueta (Formentera)}} · {{WLE-AD-ES\|PL-IB-86004}} · {{Object location dec\|38.73258\|1.44671\|region:ES-IB_type:landmark_dim:100_source:cawiki}} · [[Categoria:Sa Roqueta]]                               |
| Platja de ses Canyes                                                              | Arena, natural protegit  | 85 x 12                | Formentera 38° 43′ 49″ N, 1° 27′ 01″ E / 38.73014°N,1.45018°E                     | PL-IB-86007 | {{ca\|Platja de ses Canyes (Formentera)}} · {{WLE-AD-ES\|PL-IB-86007}} · {{Object location dec\|38.73014\|1.45018\|region:ES-IB_type:landmark_dim:200_source:cawiki}} · [[Categoria:Beaches of Formentera]]          |
| Es Pujols: platja des Pujols, platja des Fonoll Marí i platja des Pou             | Arena, semiurbà protegit | 690 x 25               | Formentera 38° 43′ 33″ N, 1° 27′ 19″ E / 38.72582°N,1.45533°E                     | PL-IB-86005 | {{ca\|Es Pujols (Formentera)}} · {{WLE-AD-ES\|PL-IB-86005}} · {{Object location dec\|38.72582\|1.45533\|region:ES-IB_type:landmark_dim:770_source:cawiki}} · [[Categoria:Beaches of Formentera]]                     |
| Cala en Baster                                                                    | Roques, natural          | 150 x 20               | Formentera 38° 42′ 09″ N, 1° 28′ 40″ E / 38.70238°N,1.47766°E                     | PL-IB-86006 | {{ca\|Cala en Baster (Formentera)}} · {{WLE-AD-ES\|PL-IB-86006}} · {{Object location dec\|38.70238\|1.47766\|region:ES-IB_type:landmark_dim:200_source:cawiki}} · [[Categoria:Beaches of Formentera]]                |
| Costa des Carnatge o Platja de Tramuntana                                         | Roques, natural protegit | 2.000 x 30             | Formentera 38° 41′ 32″ N, 1° 29′ 24″ E / 38.69234°N,1.48997°E                     | PL-IB-86008 | {{ca\|Costa des Carnatge (Formentera)}} · {{WLE-AD-ES\|PL-IB-86008}} · {{Object location dec\|38.69234\|1.48997\|region:ES-IB_type:landmark_dim:2000_source:cawiki}} · [[Categoria:Beaches of Formentera]]           |
| Ses Platgetes: platgeta d'Aprop, d'Enmig i de Més Enllà                           | Arena, semiurbà          | 100 x 30               | Formentera Caló de Sant Agustí 38° 40′ 43″ N, 1° 30′ 49″ E / 38.67874°N,1.51351°E | PL-IB-86009 | {{ca\|Ses Platgetes (Formentera)}} · {{WLE-AD-ES\|PL-IB-86009}} · {{Object location dec\|38.67874\|1.51351\|region:ES-IB_type:landmark_dim:350_source:cawiki}} · [[Categoria:Ses Platgetes]]                         |
| Caló des Mort                                                                     | Arena, natural protegit  | 100 x 20               | Formentera 38° 39′ 28″ N, 1° 31′ 11″ E / 38.65788°N,1.51968°E                     | PL-IB-86022 | {{ca\|Caló des Mort (Formentera)}} · {{WLE-AD-ES\|PL-IB-86022}} · {{Object location dec\|38.65788\|1.51968\|region:ES-IB_type:landmark_dim:150_source:cawiki}} · [[Categoria:Beaches of Formentera]]                 |
| Arenals o s'Arenal: es Valencians, platja des Copinyar                            | Arena, natural protegit  | 3.000 x 60             | Formentera Platja de Migjorn 38° 40′ 09″ N, 1° 30′ 18″ E / 38.66926°N,1.50491°E   | PL-IB-86021 | {{ca\|Arenals (Formentera)}} · {{WLE-AD-ES\|PL-IB-86021}} · {{Object location dec\|38.66926\|1.50491\|region:ES-IB_type:landmark_dim:3000_source:cawiki}} · [[Categoria:Beaches of Formentera]]                      |
| Platja de Migjorn: es Mal Pas, es Ca Marí, es Còdol Foradat, s'Arenal             | Arena, natural protegit  | 3.500 x 40             | Formentera 38° 40′ 58″ N, 1° 28′ 26″ E / 38.68278°N,1.47395°E                     | PL-IB-86020 | {{ca\|Platja de Migjorn (Formentera)}} · {{WLE-AD-ES\|PL-IB-86020}} · {{Object location dec\|38.68278\|1.47395\|region:ES-IB_type:landmark_dim:4500_source:cawiki}} · [[Categoria:Platja de Migjorn]]                |
| Cala Saona                                                                        | Arena, natural           | 140 x 120              | Formentera 38° 41′ 35″ N, 1° 23′ 21″ E / 38.69316°N,1.38922°E                     | PL-IB-86011 | {{ca\|Cala Saona (Formentera)}} · {{WLE-AD-ES\|PL-IB-86011}} · {{Object location dec\|38.69316\|1.38922\|region:ES-IB_type:landmark_dim:320_source:cawiki}} · [[Categoria:Cala Saona]]                               |
| Estany des Peix                                                                   | Arena, semiurbà protegit | 1.000 x 10             | Formentera 38° 43′ 34″ N, 1° 24′ 47″ E / 38.726°N,1.413°E                         | PL-IB-86015 | {{ca\|Estany des Peix (Formentera)}} · {{WLE-AD-ES\|PL-IB-86015}} · {{Object location dec\|38.726\|1.413\|region:ES-IB_type:waterbody_dim:1500_source:cawiki}} · [[Categoria:Estany del Peix]]                       |